# Lyset (dokumentarfilm)
|  | Denne artikel er oprettet af botten Steenthbot ud fra en ekstern database. Den kan derfor have sproglige fejl eller mangler. Denne skabelon kan fjernes efter kontrol af indholdet. |

Lyset er en dansk dokumentarfilm fra 2023 instrueret af Alexander Lind.

## Handling
Lyset handler om kvinden bag Danmarks største kunstværk – en laserlyslinje, der gik 532 km fra Skagen til Sild. Værket ”Fredsskulptur 1995”, blev Danmarks største kunstskandale, som trak overskrifter over hele verden. I filmen følger vi Elle-Mie Ejdrup Hansen, fra hun undfanger idéen til værket i 1990 og op til fremførelsen på 50 årsdagen for befrielsen, den 4. maj 1995. At laserlyslinien gik hen over de 6000 bunkere, som 70.000 danske arbejdere havde bygget for nazisterne, gik imod fortællingen om Danmark som modstandsnation. En detalje, som endte med at få kolossale konsekvenser særligt for kunstneren Elle-Mie.

## Medvirkende
- Elle-Mie Ejdrup Hansen